# Elymnias andersonii
Elymnias andersonii är en fjärilsart som beskrevs av Moore 1886. Elymnias andersonii ingår i släktet Elymnias och familjen praktfjärilar. Inga underarter finns listade i Catalogue of Life.